# Oratorio di San Giuseppe (Castellaro)
L'oratorio di San Giuseppe è un edificio religioso di Castellaro Lagusello, frazione del comune di Monzambano.

## Storia e descrizione
Appartenente alla parrocchia di San Nicola di Bari in Castellaro Lagusello , diocesi di Mantova, l'oratorio privato di san Giuseppe è attiguo attiguo al palazzo Arrighi-Tacoli e fu costruito nel 1727, come appare nel lunotto della facciata.
Di stile barocco, la facciata presenta linee semplici e pulite, dove prevale lo sviluppo verticale, con brevi ali curvate a rientrare, chiuse alla sommità dal frontone a triangolo.
L'interno ad aula con volta a botte, dove si distinguono la navata dal presbiterio, è ricco di sculture e dipinti settecenteschi. Le statue raffigurano i santi Luigi Gonzaga, Giovanni Nepomuceno, Vincenzo Ferreri e Francesco di Paola.
Le tele di forma circolare raffigurano i santi Elisabetta d'Ungheria, Agostino, Teresa d'Avila e Anna, quest'ultima ritratta in una scena nota come L'educazione della Vergine.
Le tele maggiori riguardano episodi della vita di san Giuseppe: nella parete di destra Lo sposalizio della Vergine, a sinistra la Sacra famiglia, nella pala dell'altare il Transito di san Giuseppe, stesso soggetto della tela conservata in sagrestia.